# Сімка (альбом)
Сімка — сьомий студійний альбом гурту Тартак, виданий 2012 року. Платівка відрізняється своїм звучанням від ранньої творчості гурту, при цьому тексти стали більш філософсько-наповненими. До альбому увійшли 12 композицій. Відеокліпи зняли до пісень «Ілюзія» та «Ритмотека». Обкладинка платівки містить зображення у вигляді сім-карти синього кольору з назвою альбому замість назви оператора.

## Список композицій
| #                          | Назва                 | Тривалість |
| -------------------------- | --------------------- | ---------- |
| 1.                         | «Я не один»           | 3:26       |
| 2.                         | «Пісня №1»            | 3:03       |
| 3.                         | «Двоє в океані»       | 3:56       |
| 4.                         | «Аби тільки»          | 3:07       |
| 5.                         | «Ритмотека»           | 4:22       |
| 6.                         | «Ілюзія»              | 3:41       |
| 7.                         | «Раб ТБ»              | 2:32       |
| 8.                         | «Як усі»              | 3:29       |
| 9.                         | «Просто ніжно так...» | 3:09       |
| 10.                        | «Їм було байдуже»     | 3:14       |
| 11.                        | «Відчуваю»            | 2:55       |
| 12.                        | «Найкращий день»      | 3:11       |
| Загальна тривалість: 40:25 |                       |            |